# ムース・モロウスキー
ムース・モロウスキー（Moose Morowski、本名：Stan Mykietovitch、1935年7月6日 - 2016年9月10日）は、カナダ・マニトバ州ウィニペグ出身のプロレスラー。
現役選手時代はカナダを主戦場に、ヨーロッパ、プエルトリコ、トリニダード・トバゴ、オーストラリア、ニュージーランド、南アフリカなどにも遠征。覆面レスラーとしても活動し、日本ではラッシャー木村と国内初の金網デスマッチを行ったドクター・デス（Dr. Death）、ザ・デストロイヤーの覆面世界一決定十番勝負に登場したジ・アベンジャー（The Avenger）の正体として知られる。

## 来歴
1954年、地元のウィニペグにてデビュー。以降、ウィニペグのマディソン・レスリング・クラブを主戦場に、1957年から1966年まで同団体のタッグ王座を通算6回獲得。1968年よりスタン・ザ・ムース（Stan the Moose）を名乗り、スチュ・ハートが主宰するカルガリーのスタンピード・レスリングに登場した。
翌1969年7月、このリングネームで国際プロレスに初来日。オックス・ベーカーと組んで豊登&ストロング小林が保持していたIWA世界タッグ王座に挑戦した。1970年7月には覆面レスラーのドクター・デス（Dr. Death）に変身して再来日し、7月18日に深谷にて、サンダー杉山のIWA世界ヘビー級王座に挑戦。8月11日には苫小牧にてレス・ウォルフと組み、杉山&グレート草津に移動していたIWA世界タッグ王座に再挑戦した。9月開幕のシリーズにも残留参戦し、10月8日に大阪府立体育館において、ラッシャー木村と日本初の金網デスマッチを行った。
国際プロレスには、モンスター・ロシモフ、カール・ゴッチ、ビル・ロビンソンの3強が参加した1971年3月開幕の『第3回IWAワールド・シリーズ』にもドクター・デスとして出場。シリーズ中は、4月20日に福岡市九電記念体育館にてサンダー杉山初の金網デスマッチの対戦相手を務め、5月6日には新潟市体育館にて木村と金網デスマッチで再戦している。5月9日の金沢大会では、バスター・マシューズとの覆面コンビで杉山&草津のIWA世界タッグ王座に挑戦した。
1972年からはアメリカのNWA圏に進出し、ドリー・ファンク・シニアが運営していたテキサス州アマリロのNWAウエスタン・ステーツ地区に参戦。ムース・モロウスキー（Moose Morowski）と改名し、同年12月に全日本プロレスに初登場。以降、中堅外国人選手として全日本に度々来日し、1973年10月6日には後楽園ホールにて鶴田友美の国内デビュー戦の相手を務めた。1974年9月の来日では再び覆面を被り、"復讐仮面" ジ・アベンジャー（The Avenger）なるマスクマンに変身、ザ・デストロイヤーの覆面世界一決定十番勝負第3戦の対戦相手に起用されている（10月5日に日大講堂にて、USヘビー級選手権試合として行われた）。アベンジャー名義では1981年3月開幕の『第9回チャンピオン・カーニバル』にも出場、キラー・ブルックスの介入でジャイアント馬場からリングアウト勝ちを収めるなど「リーグ戦荒らし」となって活躍した。
この間、地元のウィニペグをサーキット・エリアとするAWAの興行にも出場しており、1976年にはコシロ・バジリ、バロン・フォン・ラシク、グレッグ・ガニア、ジム・ブランゼル、ラリー・ヘニング、そして当時AWAに参戦していたペドロ・モラレスやピーター・メイビアと対戦。国際プロレスのワールド・シリーズでも共闘したピエール・ポワソンと組み、ガニア&ブランゼルのハイ・フライヤーズが保持していたAWA世界タッグ王座にも挑戦した。
バンクーバーのNWAオールスター・レスリングではブラック・アベンジャー（The Black Avenger）を名乗り、1977年から1978年にかけてマイク・シャープらをパートナーに、ジェリー・モロー&エディ・モロー、ガイ・ミッチェル&エリック・フローリッチなどのチームを破ってカナディアン・タッグ王座を再三獲得。ジン・キニスキーやドン・レオ・ジョナサン、ダッチ・サベージ、ジミー・スヌーカとも対戦した。
1979年5月13日にはトロントのメープル・リーフ・レスリングにてボブ・バックランドのWWFヘビー級王座に挑戦。キャリア晩年となる1980年代前半はヨーロッパを主戦場とし、ドイツやオーストリアでは同じカナダ出身のビッグ・ジョン・クインとタッグを組んだ。
1980年代中盤はベテランのジョバーとして、バンクーバーで開催されるAWAやWWFのハウス・ショーに単発出場し、マスクド・スーパースター、カウボーイ・ボブ・オートン、ジェイク・ロバーツらと対戦。AWAではミスター・サイトーと組んでロード・ウォリアーズとも試合を行った。
1984年にリタイアし、1994年にバンクーバー近郊のブリティッシュコロンビア州クロバデールにてレスラーとしての最後の試合を行った。引退後はボランティア活動に携わっていた。
2016年9月10日、81歳で死去。

## 得意技
- パイルドライバー
- ベアハッグ
- エルボー・ドロップ

## 獲得タイトル
NWAウエスタン・ステーツ・スポーツ
- NWAウエスタン・ステーツ・タッグ王座：3回（w / ニック・コザック、リッキー・ロメロ×2）[20]

ワールド・チャンピオンシップ・レスリング（オーストラリア）
- NWA豪亜ヘビー級王座：1回[21]

NWAオールスター・レスリング
- NWAカナディアン・ヘビー級王座（バンクーバー版）：1回[22]
- NWAカナディアン・タッグ王座（バンクーバー版）：3回（w / テキサス・アウトロー、マイク・シャープ、ドン・ウエイト）[14]
- NWAインターナショナル・タッグ王座（バンクーバー版）：1回（w / アル・トムコ）